# 谷尾崎川
谷尾崎川（たにおざきがわ）は、坪井川水系で井芹川の支流であり、熊本県熊本市が管理する準用河川に指定されている。

## 地理
熊本県熊本市西区谷尾崎町を源を発し南流し、谷尾崎梅林公園の東側を流れやがて井芹川と合流する。河口付近には堰がある。

## 周辺情報
- 梅林公園
- 谷尾崎公民館
- 尾崎公民館
- 亀の子幼稚園

## 周辺の道路
- 熊本県道342号砂原四方寄線（熊本西環状道路） - ただし今の所は完成していない。完成時期は未定である。
- 熊本市道野口清水線

## 橋梁
- 迎平橋
- 谷尾崎橋
- 餅島橋
- 田楽橋

## 近隣の河川
- 平川